# 杉田玄甫
杉田 玄甫（すぎた げんぽ、1692年 – 1769年）は、江戸時代の蘭方医、若狭国小浜藩医。通称は甫仙、諱は玄甫。杉田玄白の父親でもある。
なお、「甫仙」は杉田家の歴代が称する通称であり、本項の人物（玄甫）は2代目に当たる。

## 父（初代杉田甫仙）について
杉田家はもともと近江源氏佐々木氏の流れを汲むという武家で（杉田玄白#祖先参照）、杉田八左衛門忠安は藤井松平家（明石藩→大和郡山藩→古河藩）に仕え、300石取りの物頭を務めていた。八左衛門の二男（幼名は「東」）は、蘭方医・オランダ語通詞の西玄甫に医学を学び、医家としての杉田家を創始して初代杉田甫仙となった。初代甫仙は藤井松平家に藩医として召し抱えられたが、元禄6年（1693年）に松平忠之が「乱心」したために藤井松平家は減封され、そのあおりで初代甫仙は暇を出された。推挙を受けて新発田藩溝口家に200石で仕えているが、藩主とそりが合わず、ほどなく致仕している。元禄15年（1702年）、初代甫仙は小浜藩酒井家に臨時雇いとなり、翌年に正式の藩医として酒井忠囿に仕えることとなった。これにより小浜藩医杉田家が誕生した。

## 生涯
玄甫（2代目甫仙）は元禄6年（1693年）に生まれる。
享保18年（1733年）、江戸牛込の小浜藩下屋敷において、三男として杉田玄白が生まれる。この際、難産により妻を失う。元文5年 （1740年）に小浜に移住するが、小浜在勤時に長男と後妻を失っている（小浜市の空印寺に墓がある）。延享2年 （1745年）に再び江戸詰めを命じられる。
玄甫は信心深い人物であったといい、羽賀寺に弁天像を寄進した（ただし現存はしていない）。
1769年（明和6年）死去、家督は玄白が継いだ。なお、玄白の二男が甫仙（後に杉田立卿）を称している。

## 備考
- 玄白の祖先についての記述は、多くが大槻玄沢の『杉田家略譜』による[2]。